# Hybodoryctes bicolor
Hybodoryctes bicolor är en stekelart som först beskrevs av Szepligeti 1904.  Hybodoryctes bicolor ingår i släktet Hybodoryctes och familjen bracksteklar. Inga underarter finns listade i Catalogue of Life.